# Wim Tap
Wilhelmus „Wim” Tap (ur. 3 października 1903 w Hadze, zm. 24 września 1979 tamże) – belgijski piłkarz grający na pozycji napastnika. W swojej karierze rozegrał 33 mecze w reprezentacji Holandii i strzelił w nich 17 goli.

## Kariera klubowa
Całą swoją karierę piłkarską Tap spędził w klubie z rodzinnej Hagi o nazwie ADO Den Haag. Zadebiutował w nim w 1920 roku. W zespole Den Haag występował do 1936 roku. Karierę zakończył w wieku 33 lat.

## Kariera reprezentacyjna
W reprezentacji Holandii Tap zadebiutował 25 października 1925 roku w wygranym 4:2 towarzyskim meczu z Danią, rozegranym w Amsterdamie. W debiucie zdobył dwa gole. W 1928 roku zagrał na Igrzyskach Olimpijskich w Amsterdamie. Od 1925 do 1931 roku rozegrał w kadrze narodowej 33 mecze, w których strzelił 17 bramek.

## Kariera trenerska
W latach 1936–1946 Tap był trenerem ADO Den Haag.